# Никелин (сплав)
Вижте пояснителната страница за други значения на Никелин.
Никелин се нарича сплав от мед (65–67% Cu) и никел (25–35% Ni) с примеси от манган (0.4–0.5 Mn), желязо и цинк. 
Отличава се с висока устойчивост на корозия и голямо електрическо съпротивление, което почти не се влияе от температурата. 
Специфичното електрическо съпротивление е 0.4 Ом·мм²/м. 
Температурният коефициент на електрическо съпротивление на никелина е:
α = 0,1·10−3 K−1 в интервала 0-100 °C.
Използва се предимно в електроизмервателната апаратура и при сеченето на монети, предимно на билонни монети. 
В последно време никелинът все повече се замества с по-евтини сплави – с по-малко съдържание на никел.